# اولوویسکا
اولوویِسْکا (به لاتین: Alavieska) یک شهرداری در فنلاند است که در اوستروبوتنیای شمالی واقع شده‌است.